# Akcja G.I. Joe
Akcja G.I. Joe – amerykański film animowany z 1987 roku wydzielony z serialu G.I. Joe: A Real American Hero, opartym na serii zabawek firmy Hasbro.
Film powstał w latach 80., kiedy seria G.I. Joe przeżywała szczyt popularności. Początkowo planowano, że jego premiera kinowa odbędzie się w mniej więcej, w tym samym czasie co The Transformers: The Movie. Jednakże film napotkał niespodziewane opóźnienia produkcyjne i to Transformers został wydany jako pierwszy. Ponieważ miał on słabe wyniki oglądalności postanowiono, że G.I. Joe zostanie wydany od razu na kasetach video, z pominięciem premiery kinowej.

## Obsada (głosy)
- Don Johnson jako porucznik Sokół (Falcon)
- Richard Gautier jako Wielki Wąż
- Chris Latta jako dowódca Kobry/Gung Ho/Ripper
- Burgess Meredith jako Golobulus
- Shūko Akune jako Jinx
- Michael Bell jako Duke/Xamot/Blowtorch/Lift-Ticket
- Arthur Burghardt jako Destro/Iceberg
- Ed Gilbert jako generał Jastrząb (Hawk)
- Sgt. Slaughter jako sierżant Rzeźnik
- Jennifer Darling jako Pytona
- William Callaway jako sierżant Beach Head
- Peter Cullen jako Zandar/Mściciel
- Kristoffer Tabori jako Mercer
- Poncie Ponce jako Czerwony pies
- Earl Boen jako Byk
- François Chau jako Quick Kick
- Morgan Lofting jako baronowa
- Brian Cummings jako doktor Mindbender
- Corey Burton jako Tomax
- Kene Holliday jako Roadblock
- Laurie Faso jako Tunnel Rat
- John Hostetter jako Bazooka
- Mary McDonald-Lewis jako Lady Jaye
- Lisa Raggio jako Zarana/Heather
- Brad Sanders jako Fajtłapa
- Ron Ortiz jako Law
- Bill Ratner jako Flint
- Zack Hoffman jako Zartan

## Wersja polska
Wersja wydana na kasetach VHS z angielskim dubbingiem i polskim lektorem. 
- Opracowanie wersji polskiej ITI Home Video[2]
- Tekst: Krystyna Uniechowska
- Lektor: Marek Gajewski

## Fabuła
Do siedziby terrorystycznej organizacji Kobra, której przewodzi Wielki Wąż (Great Snake) włamuje się zabójczyni, Pytona. Chce żeby zdobył on Falowy Przekaźnik Najwyższej Energii testowany w Himalajach przez oddziały G.I. Joe.
Dochodzi do ataku, ale dowódca G.I. Joe, Duke za pomocą przekaźnika aktywuje automatyczny system obrony, który odpiera atak wroga. Wielki Wąż zostaje schwytany, a resztki jego oddziałów kierowane przez Dowódcę Kobry wycofują się w góry. Za uciekinierami zostaje wysłana grupa kapitana Roadblocka, ale wpada w zasadzkę Kobry–La, której przewodzi Golobulus. Dowódca jego straży, Mściciel na rozkaz Pytony zatrzymuje Wodza Kobry, który ma zostać osądzony za swoje niepowodzenia. Reszta udaje się do wnętrza ogromnej, lodowej kopuły, w której mieści się cywilizacja Kobry–La. Golobulus ujawnia, że 40 000 lat temu to ona władała Ziemią, jednak zniszczyła ją epoka lodowcowa, a ci którzy przetrwali schronili się w Himalajach. W tym czasie ludzie stworzyli własną cywilizację i zdominowali Ziemię. Golobulus poprzysiągł, że ją zniszczy i przez wieki potajemnie odbudowywał swoje społeczeństwo. W końcu odkrył arystokratę, który pracował nad bronią biologiczną masowej zagłady wywołującą mutacje. I choć sam został oszpecony przez wypadek w laboratorium, Golobulus mianował go Dowódcą Kobry, który miał zdobyć dla niego świat. Jednak jego ciągłe niepowodzenia spowodowały, że postanowił za pomocą motywatora psychiki wszczepić pomysł i umiejętność w umysł Doktora Mindbendera, żeby stworzył Wielkiego Węża.
Tymczasem, Zarana podstępnie oszukuje porucznika Sokoła, żeby zinfiltrować wojskowe więzienie, w którym przetrzymywany jest Wielki Wąż. Wieczorem, kiedy Sokół opuszcza swoje stanowisko wartownicze, Kobra przypuszcza atak, odbija swojego przywódcę i rani kilku ludzi. Rozgniewany generał Hawk każe aresztować porucznika i postawić go przed sądem wojskowym. Dzięki wstawiennictwu Duke’a, unika najwyższej kary, ale zostaje wysłany na ciężkie szkolenie do sierżanta Rzeźnika, który jako instruktor specjalnej musztry trenuje podobnych wyrzutków.
W Kobrze–La, Golobulus ujawnia swój plan zniszczenia ludzkości za pomocą ogromnej liczby grzyboidów, których kokony po wystrzeleniu w kosmos dojrzeją i zasypią Ziemię taką ilością zarodników, że spowodują degenerację wszystkich organizmów, zmieniając je w prymitywne formy życia. Ponieważ kokony nie dojrzewają w chodnej przestrzeni, Golobulus rozkazuje zdobyć Falowy Przekaźnik Najwyższej Energii. Z kolei Dowódcę Kobry uznaje winnego niepowodzeń i za pomocą zarodników wywołujących mutację zmienia go w węża.
G.I. Joe spodziewając się ataku ze strony Kobry ukrywają przekaźnik, jednak Baronowej udaje się go zlokalizować. Dochodzi do ataku, w wyniku którego wpada on w ręce wroga, a Duke zostaje ciężko ranny i zapada w śpiączkę.
Niedługo po tym, oddziały G.I. Joe namierzają przekaźnik w Himalajach i przypuszczają szturm. Wpadają jednak w pułapkę, z której ratują ich rekruci z porucznikiem Sokołem na czele. Dochodzi do ostatecznego starcia i unieszkodliwienia kokonów za pomocą przekaźnika, który po przeciążeniu wybucha i niszczy Kobrę–La.

## Nowi bohaterowie

### Rekruci
Pod nadzorem instruktora Beach Herda, odbywa się szkolenie sześciu rekrutów do grupy G.I. Joe:
- porucznik Sokół – zielony beret i przyrodni brat Duke’a.
- Jinx – mistrzyni wschodnich sztuk walki, która najlepiej walczy z zawiązanymi oczami; ma opinię osoby przynoszącej pecha.
- Law & Order – oficer żandarmerii wojskowej, któremu pomaga wyszkolony w tropieniu materiałów wybuchowych pies.
- Tunnel Rat – specjalista od infiltracji.
- Chuckles – na przekór swojemu imieniu jest on małomównym specem od broni ciężkiej.
- Fajtłapa – były koszykarz, które mówi w żargonie komentatora sportowego. Jego postać prawdopodobnie została stworzona wyłącznie na potrzeby filmu, gdyż nie pojawiła się wśród figurek G.I. Joe ani w żadnym komiksie aż do 2010 r.

### Grupa sierżanta Rzeźnika
Trenowani przez sierżanta Rzeźnika ludzie, są luźno powiązanym zespołem G.I. Joe wykorzystywanym do przeprowadzania niekonwencjonalnych działań. Za karę trafił tu też porucznik Sokół.
- Mercer – były członek Kobry, który przejrzał na oczy.
- Czerwony pies – były piłkarz, którego wyrzucono z drużyny za niepohamowaną brutalność.
- Byk – dobrze umięśniony były akrobata cyrkowy, który ma trochę nierówno pod sufitem.

### Kobra–La
Starożytna rasa humanoidalnych stworzeń:
- Golobulus – najwyższy władca Kobry–La.
- Mściciel – potężny i uskrzydlony dowódca Królewskiej Straży.
- Pytona – budząca grozę zabójczyni z wygoloną głową i „końskim ogonem” z tyłu głowy.
- Królewska Straż – żołnierze Kobry–La, którzy na stałe mają przyczepione do ciała insekty stanowiące ich zbroję.

## Ciekawostki
- Na początku filmu, kiedy Pytona włamuje się do siedziby Kobry i przy pomocy węży przecina siatkę, słychać odgłosy mieczy świetlnych Dartha Vadera i Obi-Wana z Gwiezdnych wojen. Z kolei w scenie, w której Kobra atakuje tajną bazę G.I. Joe gdzie ukrywany jest przekaźnik słychać dźwięki TIE Fightera, a nawet oddech Vadera (moment, kiedy Wielki Wąż atakuje Duke’a)[3].

- Porucznik Sokół początkowo miał być synem generała Hawka.

- Scenarzyści pierwotnie nie zamierzali zostawiać w filmie nazwy „Kobra–La”, gdyż był to tymczasowy wypełniacz w scenariuszu. Jednak kierownictwu firmy Hasbro bardzo przypadła ona do gustu i wymusili jej pozostawienie[3].

- We wstępnych założeniach scenariusza Duke miał zginąć podczas bitwy. Decyzja ta inspirowana była śmiercią Optimusa Prime’a w The Transformers: The Movie, kiedy oba filmy były w produkcji. Jednakże kiedy zginął Optimus, Hasbro spotkało się z gwałtowną reakcją małoletnich fanów i ich rodziców, więc zdecydowano się wycofać z pomysłu uśmiercenia Duke’a. W scenariuszu dodano nowy dialog, który wyjaśnia, że jest on tylko w śpiączce, a na koniec filmu wraca do zdrowia[4].

- Czołowa sekwencja rozpoczynająca film, w której Kobra atakuje Statuę wolności, w pierwotnych założeniach miała być finałową sceną[3].